# Gmina Podgora
Gmina Podgora (chorw. Općina Podgora) – gmina w Chorwacji, w żupanii splicko-dalmatyńskiej. W 2011 roku liczyła 2518 mieszkańców.

## Miejscowości
Gmina składa się z następujących miejscowości:
- Drašnice
- Gornje Igrane
- Igrane
- Podgora
- Živogošće